# Colombo (distrikt)

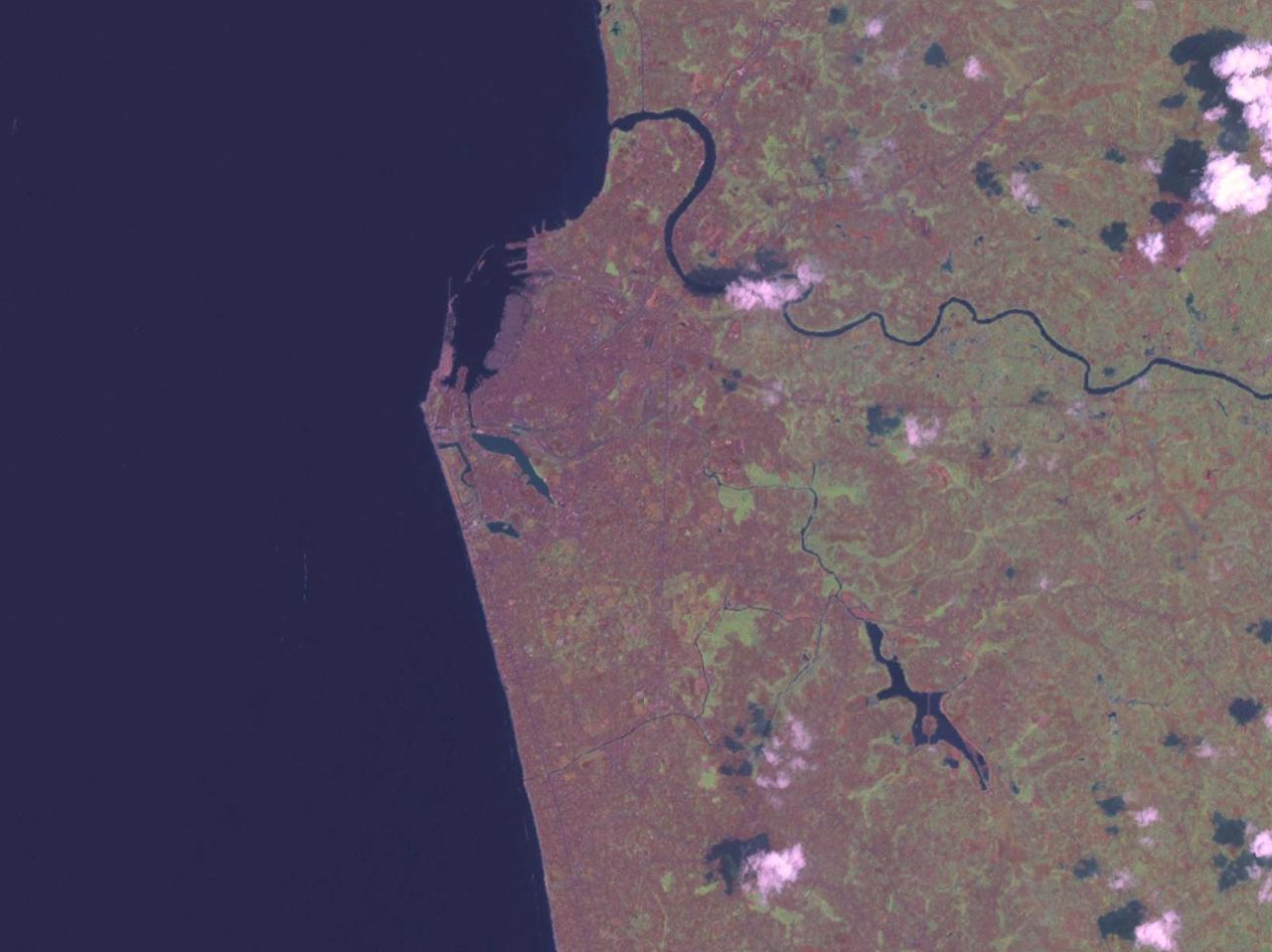
Satellitbild över Colombo

Colombo är ett av Sri Lankas 25 distrikt och som ligger i  Västprovinsen. Det har en area på 642 km² och en befolkning på 2 309 809 invånare (2001). I distriktet ligger huvudstäderna Colombo och Sri Jayewardenapura-Kotte.
Distriktet Colombo (singalesiska: කොළඹ දිස්ත්රික්කය Kol̠am̆ba distrikkaya; tamil: கொழும்பு மாவட்டம் Koḻumpu māvaṭṭam) är ett av de 25 distrikten i Sri Lanka, den andra administrativa indelningen i landet. Distriktet administreras av ett distriktssekretariat som leds av en distriktssekreterare (tidigare känd som regeringsagent) utsedd av Sri Lankas centralregering. Huvudstad i distriktet är staden Colombo. Distriktet Colombo registrerades officiellt 2016 med den högsta inkomsten i genomsnitt per hushåll.

## Geografi
Distriktet Colombo ligger i sydvästra Sri Lanka och har en yta på 699 kvadratkilometer.

## Administrativa enheter
Distriktet Colombo är uppdelat i 13 Divisional Secretary's Division (DS Divisions), var och en leds av en distriktssekreterare (tidigare känd som regeringsagent). DS-divisionerna är ytterligare uppdelade i 566 Grama Niladhari-divisioner.
| DS Division         | Huvudstad              | Distriktssekreterare             | Grama Niladhari Divisions | Area (km2) |
| ------------------- | ---------------------- | -------------------------------- | ------------------------- | ---------- |
| Colombo             | Colombo                | N. H. Rathnayake                 | 35                        | 18         |
| Dehiwala            | Dehiwala-Mount Lavinia | K. Champa N. Perera              | 15                        | 8          |
| Homagama            | Homagama               |                                  | 81                        | 121        |
| Kaduwela            | Kaduwela               | M. S. P. Suriyapperuma           | 57                        | 88         |
| Kesbewa             | Kesbewa                | L. A. Kalukapuarachchi           | 73                        | 64         |
| Kolonnawa           | Kolonnawa              | U. W. Senarathna                 | 46                        | 28         |
| Maharagama          | Maharagama             | K. M. Buddhi Tharanga Karunasena | 41                        | 38         |
| Moratuwa            | Moratuwa               | K. C. Niroshan                   | 42                        | 20         |
| Padukka             | Padukka                | S. H. Hewage                     | 46                        | 110        |
| Ratmalana           | Dehiwala-Mount Lavinia | Pradeep Ratnayaka                | 13                        | 13         |
| Seethawaka          | Avissawella            | P. D. S. Wijerathna              | 68                        | 150        |
| Sri Jayawardenepura | Sri Jayawardenepura    | Amal J. S. S. Edirisooriya       | 20                        | 17         |
| Thimbirigasyaya     | Colombo                | Geethamani C. Karunaratne        | 29                        | 24         |
| Total               | Total                  | Total                            | 566                       | 699        |